# Aguascalientes (estado)
Aguascalientes (trad. para português Águas Quentes) é um dos 31 estados do México, localizado no centro do país. Sua área é de 5471 km², e sua população é de 1.312.544 habitantes (2015). A capital do estado é a cidade de Aguascalientes.

## História
Na era pré-colombiana, pontas de flechas, fragmentos de cerâmica e pinturas nas cavernas das montanhas da serra Laurel e próximas do atual povoado de Las Negritas, atestam a presença do homem neste território há mais de 20 mil anos. Já no período colonial, Pedro Almíndez Chirino foi o primeiro espanhol que entrou neste território, talvez no final de 1530 ou início de 1531, sob as instruções dadas por Nuño de Guzmán.
Em meio à guerra em curso, os conquistadores construíram algumas cidades para proteger a rota entre Zacatecas e a Cidade do México, garantindo assim a passagem para os comboios carregados de prata e outros metais. Assim nasceu, em 22 de outubro de 1575, a Vila de Nossa Senhora da Assunção das Águas Quentes (Villa de Nuestra Señora de la Asunción de las Aguas Calientes).
No mesmo ato de sua fundação, a cidade de Aguascalientes foi premiado prefeito sob a jurisdição do Reino de Nueva Galicia, e de 4 de dezembro de 1786 em conexão com a emissão da “Ordenanza de Intendentes”, tornou-se subdelegação de intendência.
Em 24 de abril de 1789, por ordem do Conselho Superior de Obras Públicas, a delegação de Aguascalientes tornou-se dependente de Zacatecas.
Na independência, esta entidade, agora no estado de Aguascalientes, acirrando a independência ilustres e corajosos como Valentín Gómez Farías, Iriarte Rafael Vazquez e Rafael Parga Pedro.
Depois de derrotar o governo liberal de Zacatecas a se levantar contra o governo central, o presidente Antonio López de Santa Anna passou por Aguascalientes, onde foi bem recebido pelo povo que há muito queria se separar de Zacatecas, e tornando-a coragem e a independência de Aguascalientes como punição por Zacatecas para apoiar a causa da revolução contra pelo Decreto Federal do general Antonio López de Santa Anna datado de 23 de maio de 1835, ele deixou o território conhecido como Aguascalientes de Zacatecas, caindo de nomeação governador na Pedro García Rojas.

## Geografia
O estado está localizado a cerca de 480 km da Cidade do México. Tem área de 5.471 km2 e um pouco mais de um milhão de habitantes. A maioria de seus habitantes vivem na área metropolitana densamente povoada da capital.

## Municípios
O estado de Aguascalientes está dividido em 11 municípios.
|             |                           |                           |
| Chave INEGI | Município                 | Sede do município         |
| 001         | Aguascalientes            | Aguascalientes            |
| 002         | Asientos                  | Asientos                  |
| 003         | Calvillo                  | Calvillo                  |
| 004         | Cosío                     | Cosío                     |
| 005         | Jesús María               | Jesús María               |
| 006         | Pabellón de Arteaga       | Pabellón de Arteaga       |
| 007         | Rincón de Romos           | Rincón de Romos           |
| 008         | San José de Gracia        | San José de Gracia        |
| 009         | Tepezalá                  | Tepezalá                  |
| 010         | El Llano                  | Palo Alto                 |
| 011         | San Francisco de los Romo | San Francisco de los Romo |